# Филлипс, Эндрю
Эндрю (Андрей) Филлипс (англ. Andrew Phillips; род. 1956, Восточная Англия) — бывший протоиерей Русской Православной Церкви Заграницей, агиограф, публицист, историк церкви, духовный писатель.

## Биография
Родился в 1956 году в сельской местности недалеко от границы графств Эссекс и Саффолк в «не практикующей семье». Его семья жила на границе Эссекса и Саффолка на востоке Англии.
Начал самостоятельно изучать русский язык, когда ему было двенадцать лет. С детства интересовался древней историей Англии, в частности, святого мученика Эдмунда, а также короля Альфреда Великого. Также самостоятельно стал изучать русский язык в двенадцать лет, а также затем прочёл в первый раз Новый Завет.
Начиная примерно с четырнадцати лет, после ряда религиозных переживаний, он у него появилось «желание быть принятым в Русскую православную церковь», что и произошло пять лет спустя в 1975 году. «С самого начала, он хотел бы сделать английской эту православную традицию, без какого-либо размывания православной веры под культурным предлогом».
Поступил в Оксфордский университет и получил там степень магистра по русскому языку, а также изучал литературу, теологию и историю. Позже он работал в течение года в Греции, а затем отправился в Париж, чтобы учиться в Свято-Сергиевском православном богословском институте. Женат. Его матушка  — англо-румынского происхождения, родилась в Северной Африке и выросла в Русской Церкви. Отец шестерых детей.
Там он был рукоположен в сан диакона в 1985 году и в 1991 году в Париже — в священника архиепископом Антонием (Бартошевичем). Он служил в Париже и в 1992 году основал приход РПЦЗ в Лиссабоне, который состоял из недавно прибывших эмигрантов из бывшего Советского Союза.
В 1997 году он и его семья вернулась в Англию из Парижа, после чего он служил приходским священником в Филикстоу.
С 7 по 14 мая 2006 года — делегат IV Всезарубежного Собора Русской Православной Церкви Заграницей. 12 мая выступал на съезде с докладом «Задачи нашей Церкви в двадцать первом веке».
В ноябре 2008 года приход святого Иоанна, ранее располагавшийся Филикстоу, переместился в приобретённое общиной здание гарнизонной церкви в Колчестере. Работал над созданием миссий  по всей Восточной Англии, где он много путешествовал по изолированным семьям и посещает православных в тюрьмах, а также преподавал, переводил, вещал и писал для веб-сайта orthodoxengland.org.uk, пропагандировал почитание святых Западной Европы.
24 июня 2014 года по предложению митрополита Илариона (Капрала) Архиерейский Собор РПЦЗ включил его в расширенный состав Учёной комиссии при Архиерейском Синоде.
В августе 2021 года с ещё шестью священниками и двумя диаконами подал прошение о принятии в юрисдикцию Западноевропейской архиепископии русских церквей Московского Патриархата. В сентябре 2021 года Архиепископия заявила, что принимает группу священнослужителей под свой омофор, несмотря на отсутствие у них отпускных грамот и вопреки протестам РПЦЗ. 21 октября 2021 года епархиальным судом РПЦЗ Андрей Филлипс и его сторонники были лишены сана.
В феврале 2022 года, после консультаций с представителями РПЦЗ и Московского Патриархата, глава Архиепископии митрополит Дубнинский Иоанн (Реннето) признал решение о приёме клириков РПЦЗ недействительным. Тогда группа во главе с Андреем Филлипсом предприняла попытку перехода в Западно- и Южноевропейскую Митрополию Румынского Патриархата. Однако глава Митрополии высокопреосвященнейший Иосиф (Поп) 26 февраля 2022 года уведомил священноначалие РПЦЗ, что Румынская Церковь отказала этим священнослужителям в приёме после того, как владыка узнал, что они никогда не были канонически отпущены из своей юрисдикции.
28 февраля Синод РПЦЗ восстановил в священном сане ряд клириков, «раскаявшихся в своей ошибке» (иерея Фому Кука, иеромонаха Патрика (Рамзи), чтецов Филиппа Хикса и Гилдеаса Мила), в отношении же остальных - Андрея Филлипса, Георгия Петровского, Иоанна Ианы, Тимофея Филипса и Сергия Смантаны - подтвердил решение епархиального суда о лишении их сана.
Невзирая на канонические прещения, на июнь 2025 года названные лица продолжают совершать богослужения в приходе святителя Иоанна Шанхайского в Колчестере, Англия, оправдывая свои действия не имеющим архиерейской подписи письмом из Румынской церкви от 18 февраля 2022 года с предварительным подтверждением готовности принять их. В марте 2022 года владыка Иосиф вновь подтвердил свою позицию иерархам РПЦЗ. «Непрекращающиеся заявления этой группы о том, что они всё ещё священнослужители и подчиняются Румынскому Патриархату, являются ложными», — сообщает Секретариат по межправославным отношениям РПЦЗ. и уведомляет, что «здание церкви на Военной дороге в Колчестере, Англия, ранее принадлежавшее каноническому приходу святителя Иоанна Шанхайского, в настоящее время больше не является каноническим православным приходом»..

## Сочинения
Он написал свою первую книгу «Orthodox Christianity and the Old English Church» («Православие и древняя английская церковь»), в 1988 году, за которой последовала «The Hallowing of England» (Святость в Англии) в 1992 году. В 1995 году он опубликовал сборник журнальных статей «Orthodox Christianity and the English Tradition» («Православное христианство и английская традиция»), а также «The Rebirth of England and English» («Возрождение Англии и Англичан»), исследование английского провидца 19-го века Уильяма Барнса. Пятая работа «The Lighted Way» («Освещённый путь») появилась в конце 1999 года, и была посвящена перспективам православного христианства в третьем тысячелетии. За этим последовала шестая работа, посвящённая апостолу Восточной Англии, святому Феликсу Бургундскому, который приехал в Англию как миссионер из Франции. С тех пор он писал для журнала «Orthodox England», создал свой сайт orthodoxengland.org.uk и размещает на нём свои статьи и исследования.